# Liste des championnes du monde poids welters de boxe anglaise
La liste des championnes du monde de boxe poids welters regroupe les championnes du monde de boxe anglaise de la catégorie des poids welters reconnues par les organisations suivantes :
- La WBA (World Boxing Association), fondée en 1921 et succédant à la NBA (National Boxing Association) en 1962,
- La WBC (World Boxing Council), fondée en 1963,
- L'IBF (International Boxing Federation), fondée en 1983,
- La WBO (World Boxing Organization), fondée en 1988.

Mise à jour : 1er décembre 2022

## Historique
La boxeuse norvégienne Cecilia Braekhus unifie toutes les ceintures de la catégorie des poids welters WBA, WBC, IBF, WBO et IBO.

## WBA
| Gain du titre | Perte du titre | Championne        | Défenses |
| ------------- | -------------- | ----------------- | -------- |
| 10 juin 2006  | 2007           | Holly Holm        | 1        |
| 14 mars 2009  | 15 août 2020   | Cecilia Brækhus   | 24       |
| 15 août 2020  |                | Jessica McCaskill | 3        |

## WBC
| Gain du titre  | Perte du titre | Championne        | Défenses |
| -------------- | -------------- | ----------------- | -------- |
| 3 février 2006 | 2006           | Mary Jo Sanders   | 0        |
| 22 mars 2007   | 2008           | Holly Holm        | 1        |
| 14 mars 2009   | 15 août 2020   | Cecilia Brækhus   | 25       |
| 15 août 2020   |                | Jessica McCaskill | 3        |

## IBF
| Gain du titre     | Perte du titre    | Championne          | Défenses |
| ----------------- | ----------------- | ------------------- | -------- |
| 12 novembre 2010  | 11 juin 2011      | Daniella Smith (en) | 0        |
| 11 juin 2011      | 2012              | Daniella Smith      | 0        |
| 22 mars 2013      | 2014              | Eva Bajic           | 0        |
| 22 mars 2014      | 13 septembre 2014 | Ivana Habazin (en)  | 0        |
| 13 septembre 2014 | 15 août 2020      | Cecilia Brækhus     | 10       |
| 15 août 2020      |                   | Jessica McCaskill   | 3        |

## WBO
| Gain du titre    | Perte du titre | Championne          | Défenses |
| ---------------- | -------------- | ------------------- | -------- |
| 19 décembre 2009 | 2010           | Hanna Gabriels (en) | 0        |
| 15 mai 2010      | 15 août 2020   | Cecilia Brækhus     | 21       |
| 15 août 2020     |                | Jessica McCaskill   | 3        |